# Bierville
Bierville är en kommun i departementet Seine-Maritime i regionen Normandie i norra Frankrike. Kommunen ligger i kantonen Buchy som tillhör arrondissementet Rouen. År 2022 hade Bierville 320 invånare.

## Befolkningsutveckling
Antalet invånare i kommunen Bierville
| Referens: INSEE |